# Myrsidea rustica
Espèce
Myrsidea rustica est une espèce d’insectes phthiraptères de la famille des Menoponidae. Il s'agit de poux parasites des oiseaux que l'on trouve principalement sur les hirondelles, et plus précisément sur l'hirondelle rustique.